# Hulshout
Hulshout là một đô thị ở tỉnh Antwerp. Đô thị này gồm các thị trấn Houtvenne, nội ô Hulshout và Westmeerbeek. Tại thời điểm ngày 1 tháng 1 năm 2006, Hulshout có dân số 9.167 người. Tổng diện tích là 17,35 km² với mật độ dân số là 528 người trên mỗi km².